# Fernando Ortiz (poeta)
Fernando Ortiz (Sevilla, 1947-ibídem, 29 de enero de 2014) fue un poeta, crítico literario y articulista español, considerado por varios antólogos como imprescindible para su generación.

## Biografía
Estudió en la Facultad de Ciencias Políticas de Madrid y se diplomó en la Escuela de Documentalistas. Trabajó en RTVE a partir de 1968 como corrector de estilo de guiones y fue redactor de la Estafeta Literaria y columnista en los diarios El País, Diario 16, El Correo de Andalucía, Diario de Sevilla y El Mundo. También tuvo un destacado papel en las entradas de literatura en la Gran Enciclopedia de Andalucía. 
Recibió varios premios como el Premio Andalucía de Periodismo (1978), el Premio Nacional de artículos periodísticos "José María Pemán" (1989) y el Premio Nacional de Poesía "Vicente Núñez" (1991).

## Obra seleccionada
- Personæ, Sevilla, Calle del Aire, 1981. ISBN 84-400 85424-00-X
- Marzo, Madrid, Trieste, 1986. ISBN 84-85762-56-8
- El verano, Córdoba, Diputación Provincial de Córdoba, 1992. (Sin I.s.b.n.)
- Introducción a la poesía andaluza contemporánea, Sevilla, Calle del Aire, 1981. ISBN 84-400-85424-00-x
- Pasos que se alejan, Antología poética 1978-2013, Edición crítica de Marina Bianchi, Buenos Aires, Viajera Editorial, 2013. ISBN 978-987-28476-6-1